# Andy Milonakis
Andrew Michael Milonakis (Katonah, Nueva York; 30 de enero de 1976) es un comediante estadounidense que interpretaba a un joven adolescente en su programa de televisión El show de Andy Milonakis, transmitido por el canal MTV2. Padece de una condición congénita de la hormona del crecimiento [cita requerida] que le da la apariencia y la voz de un niño preadolescente.
Milonakis fundó una organización sin fines de lucro para los que sufren de su condición. El objetivo de su organización es incrementar la conciencia de esta enfermedad y encontrar nuevos y mejores tratamientos para la condición. La organización se llama Andy's Hormonally Deficient Kiddos (Amigos hormonalmente deficientes de Andy). Asimismo, ha realizado donativos al fondo de Ronald McDonalds para niños enfermos.
La fama de Milonakis comenzó como un fenómeno de Internet después de haber lanzado grabaciones caseras por webcam de rap improvisado, videos humorísticos y cortometrajes. Algunos de estos incluyen "Crispy New Freestyle" y "The Super Bowl Is Gay". Consiguió muchos seguidores,[cita requerida] incluyendo al comediante Jimmy Kimmel, quien lo contrató para apariciones regulares en su programa televisivo Jimmy Kimmel Live! entre 2003 y 2004.
Milonakis también apareció en la película de 2005 Waiting..., y estelarizó la comedia de 2007 Who's Your Caddy?. Ha sido un coanfitrión frecuente en el programa de radio sindicalizado Loveline con el Dr. Drew Pinsky (de la estación de radio KROQ) desde que el coanfitrión Adam Carolla renunció en noviembre de 2005. En 2005 grabó una canción de hip hop, "Like Dis", junto con su amigo, J-Kwon.[cita requerida]

## Filmografía

### Cine
| Año  | Título                        | Rol             |
| ---- | ----------------------------- | --------------- |
| 2005 | ¡Marchando!                   | Nick            |
| 2007 | Who's Your Caddy?             | Wilson Cummings |
| 2008 | Killer Pad                    | Dinko's Geek    |
| 2008 | Wieners                       | Farmacéutico    |
| 2008 | Major Movie Star              | Joe Kidd        |
| 2008 | Extreme Movie                 | Justin          |
| 2009 | 2 Dudes and a Dream           | Ned             |
| 2012 | Mac & Devin Go to High School | Knees Down      |
| 2012 | The Newest Pledge             | Rex Moonberry   |
| 2014 | Dumbbells                     | Tiny            |

### Televisión
| Año       | Título                                         | Rol                          |
| --------- | ---------------------------------------------- | ---------------------------- |
| 2007      | Jimmy Kimmel Live!                             | Jimmy Junior                 |
| 2011      | Snoop Dogg's Double G News Network             | Android Miller               |
| 2013      | Watsky's Releasing an Album                    | Él mismo                     |
| 2014      | The Adventures of Velvet Prozak                | Zack                         |
| 2008      | Major Movie Star                               | Joe Kidd                     |
| 2008      | Extreme Movie                                  | Justin                       |
| 2010-2014 | Hora de aventuras                              | N.E.P.T.R./Voces adicionales |
| 2016-2017 | Future-Worm!                                   | Danny Douglas                |
| 2017-2021 | Billy Dilley's Super-Duper Subterranean Summer | Jared                        |

## Discografía
- 2009: "Hot Soup"
- 2010: "Wild'n Out"
- 2010: "Hoes on my Dick"[3]
- 2012: "NEATO" (con Dirt Nasty y RiFF RaFF)
- 2012: "Money and Swag" (artista invitado)[4]
- 2013: "Nothing Matters" (con Dopsic)
- 2013: "Young Sachi"